# Zápas

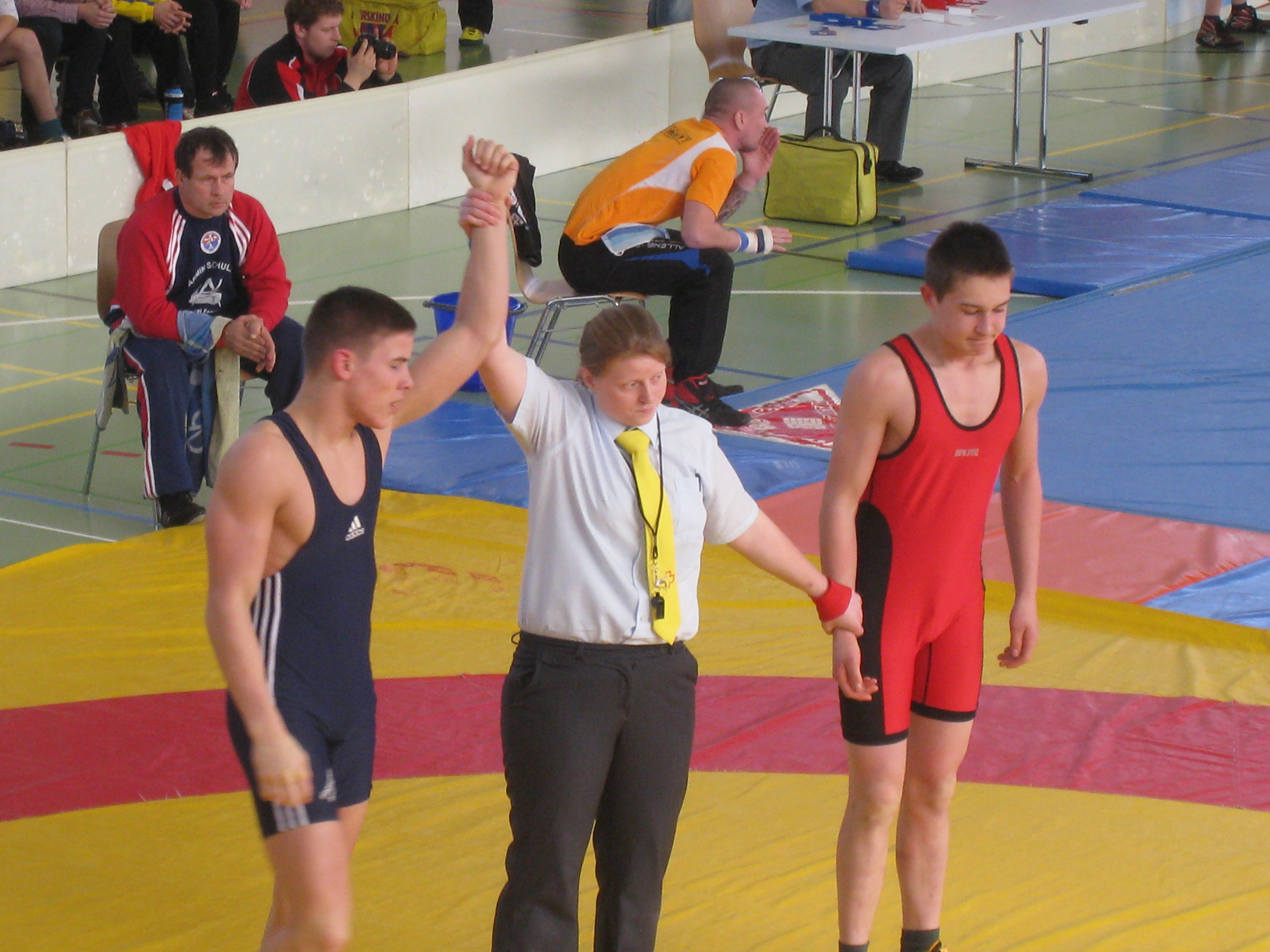
Zápas mládež

Zápas je individuální úpolový sport, který ať už v rituálních, či bojových formách provází lidstvo od počátku civilizace a se kterým se můžeme setkat ve světě v mnoha podobách.
Cílem zápasu je vyřadit protivníka z dalšího boje, což je většinou reprezentováno donucením protivníka dotknout se určitou částí těla kolbiště, či vytlačením z něj. Mluvíme-li o zápasu pak nejčastěji o zápase řecko-římském a volném stylu. Tyto formy zápasu jsou součástí olympijského programu, stejně jako japonské Judo.

## Historie
Zápas je jedním z nejstarších sportovních odvětví vůbec. Dokládá to například bronzová soška nalezená v sumerském chrámu pocházející z let 2700 až 2600 př. n. l. O zápase se rovněž zmiňuje Epos o Gilgamešovi. Ve starověku se ovšem zápasu nejvíce dařilo v Řecku. Součástí starověkých Olympiád byl zápas od 18. Olympiády tj. od roku 708 př. n. l.
Ve středověku se zápas stal rovněž součástí vojenského výcviku a byl velmi oblíben zejména mezi šlechtou.
Současnou podobu dostal zápas ve Francii koncem 19. století. V roce 1893 vytvořili Francouzi Doublier, Christol a Rigal první ucelená pravidla a zápas nazvali s odkazem na zápas provozovaný v antickém Řecku a Římě mylně zápasem řecko-římským. Mylně proto, že zápas ve starověkém Řecku používal chvaty na celé tělo, což odpovídá dnešnímu volnému stylu. Zápas byl do programu novodobých Olympijských her zařazen již na první Olympiádě v roce 1896. Tehdy šlo o řecko-římský styl a zápasilo se pouze v jedné váhové kategorii. Volný styl přibyl do programu v roce 1904 na Olympiádě v Sant Louis ve Spojených státech. V letech 1912 a 1916 na Olympiádě chyběl a znovu byl zařazen v roce 1920, tentokrát již na trvalo. Ženy mohou zápasit na Olympijských hrách od roku 2004.

### Historie zápasu v Česku
Za prvního novodobého průkopníka zápasu v českých zemích lze považovat Adolfa Hájka. Ten se o zápase zmiňuje ve svém deníku, který se zachoval do dnešních časů, a to záznamem z 23. ledna 1847. Z Hájkových zápisků lze usuzovat, že zápas byl v Čechách pěstován již v první polovině 19. století. V té době ještě zejména jako součást cirkusových představení.
Také dr. Miroslav Tyrš se zápasu hojně věnoval – považoval ho za vůbec nejvšestrannější sport, protože se v něm spojují všechny prvky tělesné zdatnosti (síla, obratnost, vytrvalost) na všech částech těla zároveň. Podrobně jej proto popisuje ve své stěžejní knize Základové tělocviku (1869), kde uvádí i příklady chvatů a základní techniky. V jiné publikaci Tělocvičné názvosloví (1862) uvedl první ucelené názvosloví týkající se zápasu. Existují rovněž záznamy o Tyršově utkání s Janem Grossem a důkazem popularity zápasu v rámci Sokola jsou i četné dobové ilustrace. Zápas měl být také zařazen do programu I. Sokolského sletu, ten byl ale zakázán.
Později se ale zápas ocitl u Sokolů v nemilosti a od 90. let 19. století se vyvíjel izolovaně. Za zrod organizovaného zápasu v Čechách je všeobecně považován rok 1895, kdy byl založen Fridolínem Hoyerem a Josefem Balejem Klub atletů Žižkov. Klub však zanikl o dva roky později kvůli nevydařené organizaci mezinárodního turnaje v Schumannově cirkusu Na Smetance v Praze na Vinohradech. Ovšem jeho organizátoři se nevzdali a ještě ve stejném roce založili dva nové kluby K.A. Žižka Praha a K.A. Bivoj Žižkov.
Na počátku 20. století došlo k rehabilitaci zápasu v rámci Sokola a objevila se další střediska zápasu jako Plzeň, Brno, Pardubice a další. Odpovědní lidé začali také usilovat o spojení oddílů do vyšších celků. V roce 1920 byl založen Československý svaz těžké atletiky (Čs. STA.) Vrcholem jeho činnosti bylo v roce 1931 uspořádání Mistrovství Evropy. V roce 1957 se zápas začal organizovat v rámci ČSTV a v roce 1993 byl vytvořen samostatný Svaz zápasu České republiky.

## Mezinárodní disciplíny

### Amatérská pankrace
Amatérská pankrace je jediným bojovým sportem, který byl na olympijských hrách mezi lety 647 př. n. l. a 393 n. l. Pankration (ř. παγκρά̆τιον, dosl. "zápas 'vší silou'", tedy s nejširšími prostředky boje ) je bojové umění s dlouhou historií. Je to forma bojového umění MMA. V Amatérské pankraci se používají lovné úchopy a nápadité techniky.

### Plážový wrestling
Finální forma plážového wrestlingu byla sestavena v roce 2015. Při souboji stojí dva zápasníci proti sobě v kruhu naplněným pískem o průměru 7 metrů. Zápasníci mohou nosit plavky, ale i zápasové uniformy, šortky či spandex. Body se přičítají za různé chvaty, za dostání soupeře na záda i za vytlačení soupeře z plochy určené pro zápas.

## Formy zápasu
- Řecko-římský
- Volný styl
- Judo (sportovní)
- Sambo (sportovní)
- Grappling
- Belt wrestling
- Ženský zápas
- Zápas v bahně

### Tradiční formy zápasu
- Böke, Mongolsko
- Catch wrestling, Spojené království
- Glima, Island
- Gouren, Francie
- Gušti Čapan, Afghánistán
- Khuresh, Mongolsko
- Lucha Canaria, Španělsko
- Lucha Leonesa, Španělsko
- Luta Livre, Brazílie
- Mallayuddha, Indie
- Íránský zápas
- Pehlwani, Indie
- Sambo, Rusko
- Shoot wrestling, Japonsko
- Shuai jiao, Čína
- Schwingen, Švýcarsko
- Ssireum, Korea
- Sumó, Japonsko
- Yağlı güreş, Turecko